# Кристи, Говард Чендлер
Говард Чандлер Кристи (англ. Howard Chandler Christy; 10 января 1873 — 3 марта 1952 года) — американский художник, наиболее известный своей картиной, на которой изображен момент подписания Конституции США.
Говард Чандлер Кристи родился в графстве Морган (штат Огайо) и учился в школе в Дункан Фоллз (штат Огайо). Учился в Национальной академии дизайна и Лиге студентов-художников Нью-Йорка. Обратил на себя внимание иллюстрациями эпизодов испано-американской войны, опубликованными в журналах «Журнал Скрибнера», «Harper’s Magazine» и «Frank Leslie’s Illustrated Newspaper». Позже он написал ряд портретов офицеров армии и флота а также портрет Теодора Рузвельта.

## Галерея

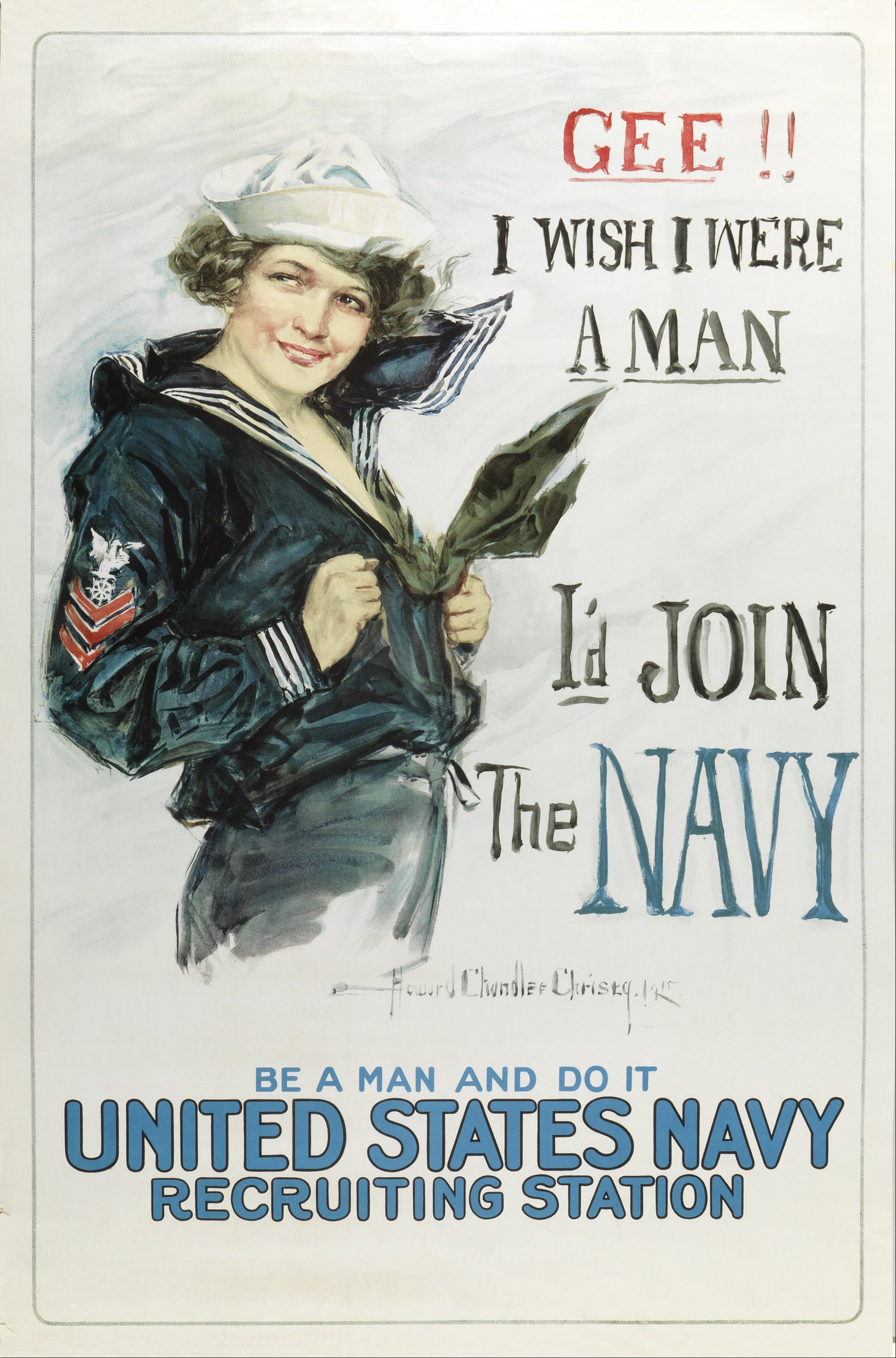
"Gee I wish I were a Man, I'd Join the Navy," 1917.
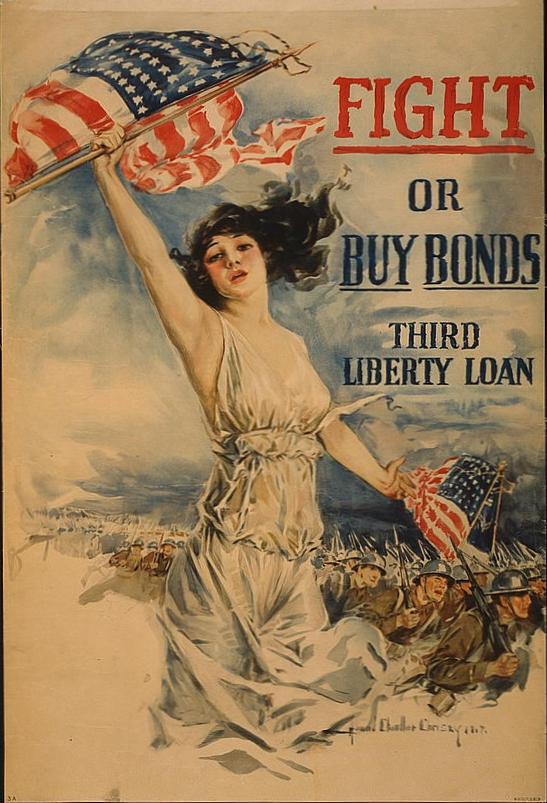
"Fight or buy bonds. Third Liberty Loan," 1917.
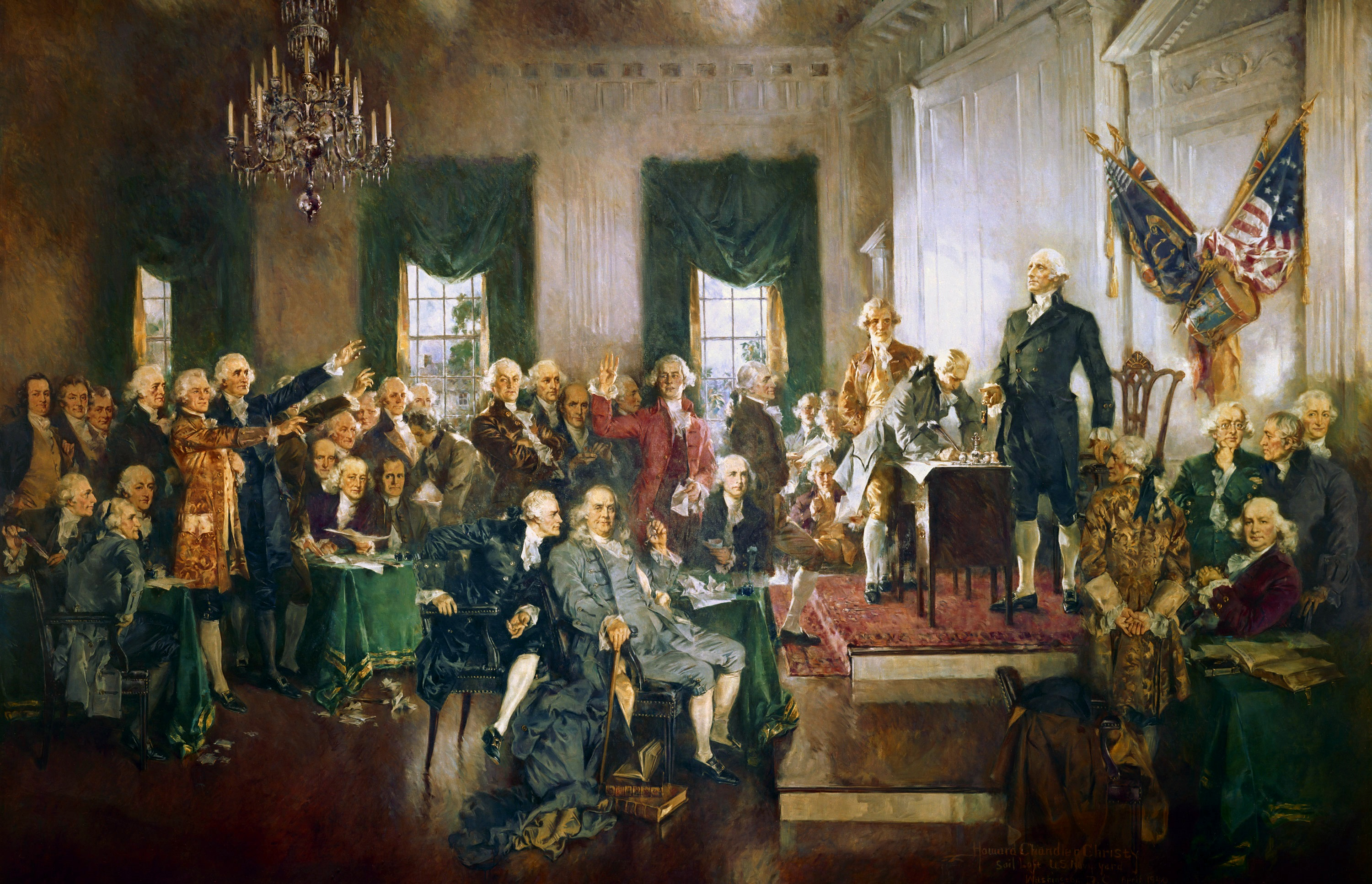
Подписание Конституции США, 1940
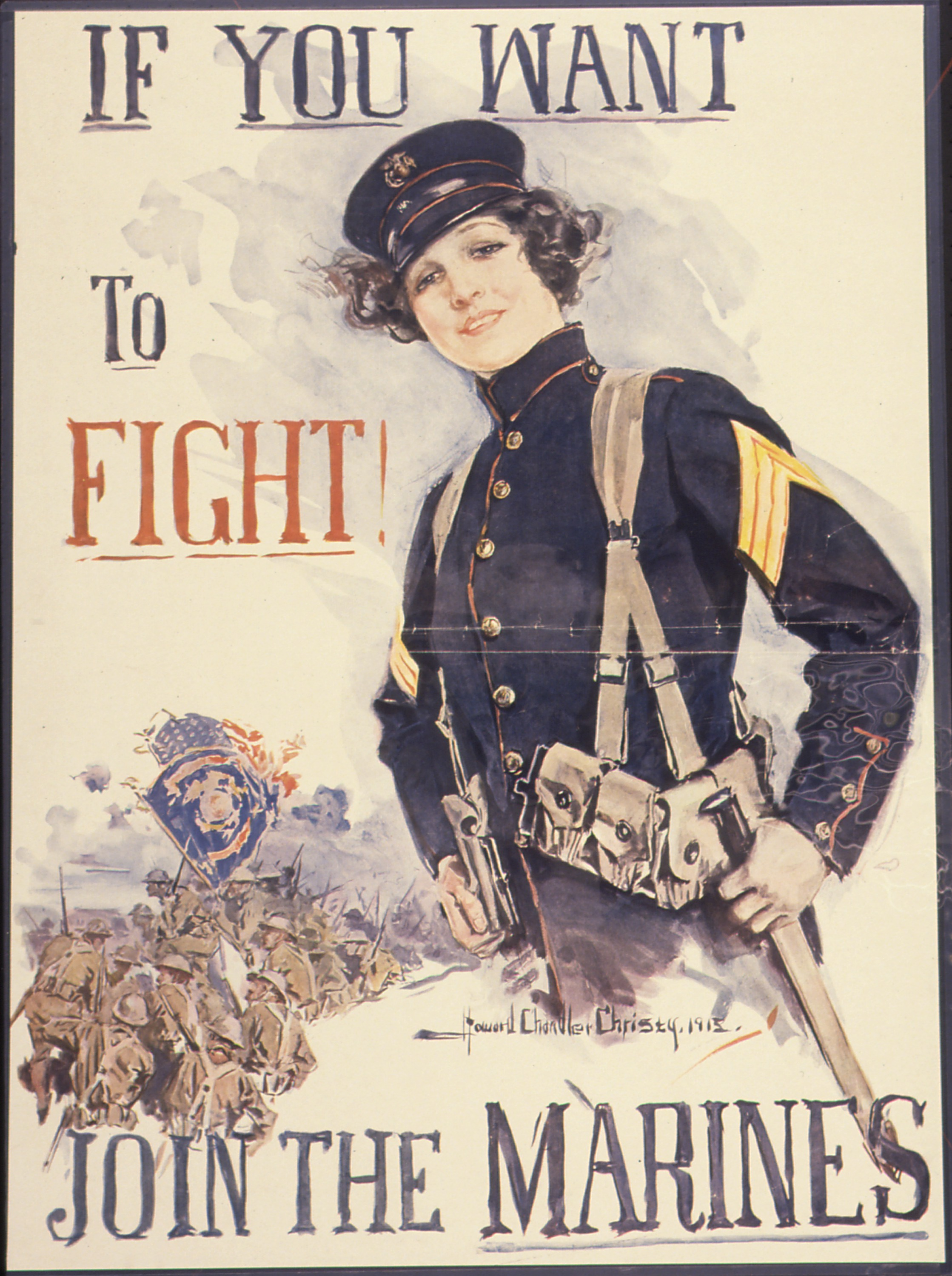
"If You Want to Fight! Join the Marines," ca. 1915.
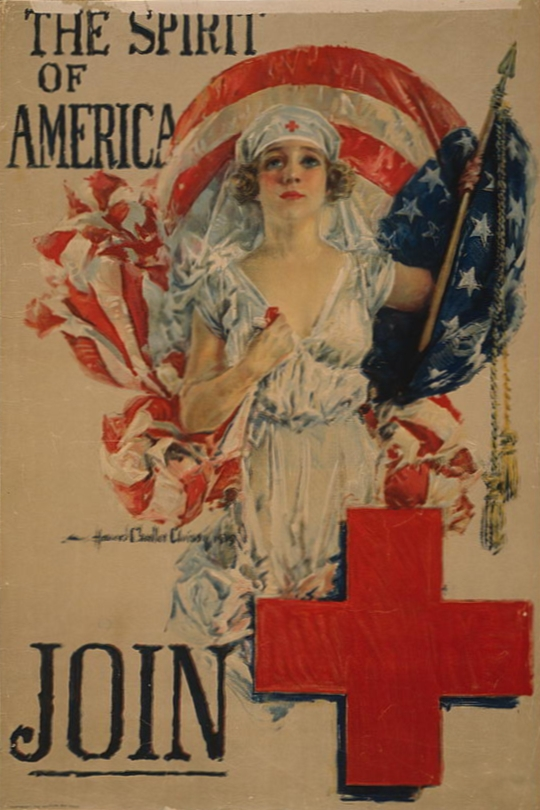
"The Spirit of America", 1919.